# Alex Baumann
Pour les articles homonymes, voir Baumann.
Ne pas confondre avec Alex Baumann (1985-), un bobeur suisse.
Ne doit pas être confondu avec Alexander Baumann.
Alexander « Alex »/« Sasha » Baumann, né le 21 avril 1964 à Prague, est un nageur canadien spécialiste du quatre nages et du dos.

## Biographie
Né à Prague, sa famille part pour Grand Sudbury à la suite du Printemps de Prague et il est par la suite naturalisé.
Il remporte deux médailles d'or aux Jeux olympiques d'été de 1984 (200 mètres quatre nages et 400 mètres quatre nages). Il réalise également de nombreux podiums lors des Championnats du monde de natation, des Jeux du Commonwealth, des Jeux panaméricains, des Championnats pan-pacifiques et de l'Universiade essentiellement dans les années 1980.
Il est membre du Panthéon des sports canadiens et officier de l'ordre du Canada.